# Great Pianists of the 20th Century
Great Pianists of the 20th Century, deutscher Titel Die großen Pianisten des 20. Jahrhunderts, ist eine Label-übergreifende Pianisten-Edition von Philips Records, die von Sommer 1998 bis zum Herbst 1999 in 100 Alben mit Doppel-CDs veröffentlicht wurde und Werke vom Barock bis zur Moderne umfasst.

## Edition
Die 100 Alben der Edition sind 72 namentlich auf den Covern genannten Pianisten zugeordnet. Jedes Album besteht aus einer Doppel-CD von 150 Minuten Spiellänge. 16 Pianisten sind mit 2 Alben vertreten, Claudio Arrau, Alfred Brendel, Emil Gilels, Vladimir Horowitz, Wilhelm Kempff, Swjatoslaw Richter und Arthur Rubinstein mit jeweils 3 Doppel-CDs. Neben dem Klavierduo Ljubow Bruk und Mark Taimanow beinhaltet die Kompilation weitere Klavierwerke zu vier Händen – Dinu Lipatti spielt mit Nadia Boulanger, Josef Lhévinne mit seiner Ehefrau Rosina und Robert Casadesus mit Gaby Casadesus.
Die Auswahl der Pianisten erfolgte durch den Editions-Produzenten Tom Deacon anhand der Kriterien einer internationalen Karriere und Bekanntheit. Alfred Brendel wirkte bei der Aufnahmenauswahl zu den Pianisten Alfred Cortot, Edwin Fischer und Wilhelm Kempff mit, die ansonsten der Polygram oblag. Am häufigsten sind Kompositionen von Chopin, Liszt, Beethoven, Schumann, Bach, Mozart, Haydn, Schubert, Brahms, Tschaikowski, Rachmaninow, Prokofjew, Stravinsky, Debussy, Ravel und Poulenc zu hören. Werke von Webern, Bartók, Berg, Gershwin, Copland, Rorem und anderen ergänzen das Repertoire.
Ein Viertel der 250-stündigen Edition ist zuvor nicht auf CD erschienen, 90 Minuten enthalten bis 1998 unveröffentlichte Einspielungen von Alfred Brendel, Byron Janis und Clifford Curzon. Die älteste Aufnahme stammt aus 1911 von Ignacy Paderewski, die aktuellste von Mitsuko Uchida von Dezember 1998. Jewgeni Kissin, geboren 1971, ist der jüngste, Ignacy Paderewski, Geburtsjahr 1860, der älteste Pianist der Edition. Michail Pletnjow ist als einziger Interpret mit einer Transkription – Tschaikowskis Nussknacker für Klavier – vertreten.
Die Kompilation erfolgte labelübergreifend und beinhaltete neben Aufnahmen der Polygram – der Deutschen Grammophon, Decca und Philips, Veröffentlichungen von Sony, EMI, BMG, Teldec, Vanguard und weiteren insgesamt 25 Labels. Die Überprüfung der Soundqualität, Remastering und die Digitalisierung analoger Tonträger wurde unter Aufsicht von Ingenieuren der Deutschen Grammophon durchgeführt. Steinway & Sons unterstützte die Veröffentlichung der Edition durch Promotion-Veranstaltungen.
Die Veröffentlichung erfolgte in nicht chronologischer Reihenfolge zu jeweils zehn Alben monatlich vom Sommer 1998 bis zum Herbst 1999. Der Edition vorangestellt erschien eine Sonderausgabe in Form einer Doppel-CD, die Beiträge von 68 der insgesamt 72 Pianisten enthält. Diesem Sampler war ein Promo-Tonträger mit Klaviersonaten von Scarlatti, gespielt von Clara Haskil 1951 durch Westminster Records veröffentlicht, beigelegt.
Die großen Pianisten des 20. Jahrhunderts führte die Philips-Tradition der Herausgabe von Editionen des Produzenten Deacon fort. 1995 erschien die Kompilation Best of Mozart mit 180 Tonträgern, davor das Box-Set Goldenes Barock, eine Alfred Brendel- und eine Swjatoslaw Richter-Edition.

## Rezension
Der US-amerikanische Schriftsteller, Pianist und Kolumnist Michael Kimmelman nannte die Edition „einen riesigen, wertvollen Fundus von Klavieraufnahmen“. Die umfängliche Dokumentation der Klavierinterpretationen des 20. Jahrhunderts könnte Antworten auf die Fragen geben: ob „die Qualität des Klavierspieles – das Niveau der Ausarbeitung, Spontaneität, rhythmische Gestaltung und so weiter – im Laufe des Jahrhunderts zurückgegangen ist, wie Kritiker manchmal sagen?“ Ob technische Perfektion zum Selbstzweck geworden und nationale Stile ersetzt habe? „Ob es überhaupt so etwas wie eine nationale Schule gibt?“
Raymond Tuttle von Classical Net nannte die Edition ein „großartiges Projekt“ – beispiellos in der Geschichte. Pianophile hätten über die nächsten Jahre viel zu hören und zu diskutieren. Roland de Beer stimmte dem Philips Slogan „einer einzigartigen Sammlung mit dem besten Klavierspiel dieses Jahrhunderts“ in der Hinsicht zu, dass die Edition als „Musterbeispiel diplomatischer Arbeit“ der 25 daran beteiligten Labels „sicher einzigartig“ ist. Charles Michener vom Observer fühlte sich angesichts der Veröffentlichung in einen pubertierenden Zustand versetzt, den nur wahre „Piano Junkies“ kennen und hob die Möglichkeit des vergleichenden Hörens unterschiedlicher Interpretationen sich überschneidender Kompositionen hervor. Ned Rorem äußerte, dass man schon aufgrund des Samplers zur Edition erkenne, wie sich die Aufführpraxis im Laufe des Jahrhunderts mehrfach geändert hat, „von sehr freien zu sehr genauen“ Wiedergaben der Partitur und „wieder zurück und wieder zurück“.
Als weitere Stärke der Edition wurde gewertet, dass sie neben den allgemein bekannten Größen an Pianisten aus der Mitte des Jahrhunderts erinnere – an Clara Haskil, Arturo Benedetti Michelangeli, Wilhelm Kempff, William Kapell, Clifford Curzon und Friedrich Gulda, „die einem allgemeinen Publikum nicht mehr hinreichend bekannt“ sind sowie „einige weniger bekannte und vergessene“ Pianisten würdige: Ivan Moravec, Wladimir Sofronizki, Nelson Freire, Nikita Magaloff und Maria Yudina.
Kritisiert wurde das Fehlen prägender, als wesentlich für das 20. Jahrhundert wahrgenommener Pianisten: Ferruccio Busoni, Simon Barere, Moriz Rosenthal, Heinrich Neuhaus, Alexander Goldenweiser, Jacques Février, Carl Friedberg, Samuil Feinberg, Mark Hambourg, Percy Grainger, Emil von Sauer, Egon Petri, Guiomar Novaes, Alexander Brailowsky, Vlado Perlemuter, Mieczysław Horszowski, Richard Goode, Wladimir von Pachmann, Paul Badura-Skoda, Garrick Ohlsson, Jewgeni Mogilewski, Ivo Pogorelich, Emanuel Ax und Grigori Sokolow. Aufnahmen der Pianistinnen Wanda Landowska, Annie Fischer, Maria Tipo, Magda Tagliaferro und Tatjana Nikolajewa sind nicht enthalten ebenso wie die der komponierenden Pianisten Edvard Grieg, Camille Saint-Saëns und Béla Bartók. Des Weiteren wurde die Anzahl der Alben je Pianist und die Aufnahmeauswahl bemängelt, insbesondere, dass die Edition keine Bach-Einspielungen von Glenn Gould enthält. Die Musikkritik thematisierte auch, dass in der Edition Aufnahmen bedeutender Kompositionen des 20. Jahrhunderts fehlen, zum Beispiel Messiaen eingespielt von Yvonne Loriod, Michel Béroff oder Håkon Austbø, Werke Stockhausens interpretiert von den Brüdern Alfons und Aloys Kontarsky sowie Nonos von Maurizio Pollini. Roland de Beer bemerkte abschließend und die Kritik einschränkend, „je größer eine Sammlung ist, desto deutlicher wird es eigenartigerweise, dass auch vierhundert CDs nicht ausreichen würden, um "die Besten des Jahrhunderts" unterzubringen.“
Als fehlerhaft wurden die Begleithefte zu den Alben von Alfred Cortot und Ignacy Paderewski beurteilt. Cortos Einspielung von Schumanns Kreisleriana ist auf 1935 datiert, obwohl sie aus den 1950er-Jahren stammt. Auch seine Aufnahme von Ravels Jeux d'Eau, datiert 1923, wurde 1931 eingespielt. Die Paderewski zugewiesene Aufnahme der Liszt Etüde La Leggierezza in der Bearbeitung von Benno Moiseiwitsch stammt von Moiseiwitsch selbst in der Bearbeitung von Theodor Leschetizky.

## Übersicht
| Nr. | Pianist                       | Informationen zu Werken, Beteiligten und Aufnahmedaten | Nr.  | Pianist                          | Informationen zu Werken, Beteiligten und Aufnahmedaten      |
| --- | ----------------------------- | ------------------------------------------------------ | ---- | -------------------------------- | ----------------------------------------------------------- |
| 1.  | Géza Anda                     | Volume 1: Géza Anda bei MusicBrainz                    | 51.  | Byron Janis II                   | Volume 51: Byron Janis II bei MusicBrainz                   |
| 2.  | Martha Argerich               | Volume 2: Martha Argerich bei MusicBrainz              | 52.  | William Kapell                   | Volume 52: William Kapell bei MusicBrainz                   |
| 3.  | Martha Argerich II            | Volume 3: Martha Argerich bei MusicBrainz              | 53.  | Julius Katchen I                 | Volume 53: Julius Katchen I bei MusicBrainz                 |
| 4.  | Claudio Arrau I               | Volume 4: Claudio Arrau I bei MusicBrainz              | 54.  | Julius Katchen II                | Volume 54: Julius Katchen II bei MusicBrainz                |
| 5.  | Claudio Arrau II              | Volume 5: Claudio Arrau II bei MusicBrainz             | 55.  | Wilhelm Kempff I                 | Volume 55: Wilhelm Kempff I bei MusicBrainz                 |
| 6.  | Claudio Arrau III             | Volume 6: Claudio Arrau III bei MusicBrainz            | 56.  | Wilhelm Kempff II                | Volume 56: Wilhelm Kempff II bei MusicBrainz                |
| 7.  | Wladimir Aschkenasi           | Volume 7: Vladimir Ashkenazy bei MusicBrainz           | 57.  | Wilhelm Kempff III               | Volume 57: Wilhelm Kempff III bei MusicBrainz               |
| 8.  | Wilhelm Backhaus              | Volume 8: Wilhelm Backhaus bei MusicBrainz             | 58.  | Jewgeni Kissin                   | Volume 58: Jewgeni Kissin bei MusicBrainz                   |
| 9.  | Daniel Barenboim              | Volume 9: Daniel Barenboim bei MusicBrainz             | 59.  | Zoltán Kocsis                    | Volume 59: Zoltán Kocsis bei MusicBrainz                    |
| 10. | Jorge Bolet I                 | Volume 10: Jorge Bolet I bei MusicBrainz               | 60.  | Stephen Kovacevich I             | Volume 60: Stephen Kovacevich I bei MusicBrainz             |
| 11. | Jorge Bolet II                | Volume 11: Jorge Bolet II bei MusicBrainz              | 61.  | Stephen Kovacevich II            | Volume 61: Stephen Kovacevich II bei MusicBrainz            |
| 12. | Alfred Brendel I              | Volume 12: Alfred Brendel I bei MusicBrainz            | 62.  | Alicia de Larrocha I             | Volume 62: Alicia de Larrocha bei MusicBrainz               |
| 13. | Alfred Brendel II             | Volume 13: Alfred Brendel II bei MusicBrainz           | 63.  | Alicia de Larrocha II            | Volume 63: Alicia de Larrocha bei MusicBrainz               |
| 14. | Alfred Brendel III            | Volume 14: Alfred Brendel III bei MusicBrainz          | 64.  | Rosina & Josef Lhévinne          | Volume 64: Rosina & Josef Lhévinne bei MusicBrainz          |
| 15. | Ljubow Bruk und Mark Taimanow | Volume 15: Lyubov Bruk & Mark Taimanov bei MusicBrainz | 65.  | Dinu Lipatti                     | Volume 65: Dinu Lipatti bei MusicBrainz                     |
| 16. | Robert Casadesus              | Volume 16: Robert Casadesus bei MusicBrainz            | 66.  | Radu Lupu                        | Volume 66: Radu Lupu bei MusicBrainz                        |
| 17. | Shura Cherkassky I            | Volume 17: Shura Cherkassky I bei MusicBrainz          | 67.  | Nikita Magaloff                  | Volume 67: Nikita Magaloff bei MusicBrainz                  |
| 18. | Shura Cherkassky II           | Volume 18: Shura Cherkassky II bei MusicBrainz         | 68.  | Arturo Benedetti Michelangeli I  | Volume 68: Arturo Benedetti Michelangeli I bei MusicBrainz  |
| 19. | Van Cliburn                   | Volume 19: Van Cliburn bei MusicBrainz                 | 69.  | Arturo Benedetti Michelangeli II | Volume 69: Arturo Benedetti Michelangeli II bei MusicBrainz |
| 20. | Alfred Cortot I               | Volume 20: Alfred Cortot I bei MusicBrainz             | 70.  | Benno Moiseiwitsch               | Volume 70: Benno Moiseiwitsch bei MusicBrainz               |
| 21. | Alfred Cortot II              | Volume 21: Alfred Cortot II bei MusicBrainz            | 71.  | Ivan Moravec                     | Volume 71: Ivan Moravec bei MusicBrainz                     |
| 22. | Clifford Curzon               | Volume 22: Clifford Curzon bei MusicBrainz             | 72.  | John Ogdon I                     | Volume 72: John Ogdon I bei MusicBrainz                     |
| 23. | György Cziffra                | Volume 23: György Cziffra bei MusicBrainz              | 73.  | John Ogdon II                    | Volume 73: John Ogdon II bei MusicBrainz                    |
| 24. | Christoph Eschenbach          | Volume 24: Christoph Eschenbach bei MusicBrainz        | 74.  | Ignacy Jan Paderewski            | Volume 74: Ignacy Jan Paderewski bei MusicBrainz            |
| 25. | Edwin Fischer I               | Volume 25: Edwin Fischer I bei MusicBrainz             | 75.  | Murray Perahia                   | Volume 75: Murray Perahia bei MusicBrainz                   |
| 26. | Edwin Fischer II              | Volume 26: Edwin Fischer II bei MusicBrainz            | 76.  | Maria João Pires                 | Volume 76: Maria João Pires bei MusicBrainz                 |
| 27. | Leon Fleisher                 | Volume 27: Leon Fleisher bei MusicBrainz               | 77.  | Michail Pletnjow                 | Volume 77: Michail Pletnjow bei MusicBrainz                 |
| 28. | Samson François               | Volume 28: Samson François bei MusicBrainz             | 78.  | Maurizio Pollini I               | Volume 78: Maurizio Pollini I bei MusicBrainz               |
| 29. | Nelson Freire                 | Volume 29: Nelson Freire bei MusicBrainz               | 79.  | Maurizio Pollini II              | Volume 79: Maurizio Pollini II bei MusicBrainz              |
| 30. | Ignaz Friedman                | Volume 30: Ignaz Friedman bei MusicBrainz              | 80.  | André Previn                     | Volume 80: André Previn bei MusicBrainz                     |
| 31. | Andrei Gawrilow               | Volume 31: Andrei Gawrilow bei MusicBrainz             | 81.  | Sergei Rachmaninow               | Volume 81: Sergei Rachmaninow bei MusicBrainz               |
| 32. | Walter Gieseking I            | Volume 32: Walter Gieseking I bei MusicBrainz          | 82.  | Swjatoslaw Richter I             | Volume 82: Swjatoslaw Richter I bei MusicBrainz             |
| 33. | Walter Gieseking              | Volume 33: Walter Gieseking II bei MusicBrainz         | 83.  | Swjatoslaw Richter II            | Volume 83: Swjatoslaw Richter II bei MusicBrainz            |
| 34. | Emil Gilels I                 | Volume 34: Emil Gilels I bei MusicBrainz               | 84.  | Swjatoslaw Richter III           | Volume 84: Swjatoslaw Richter III bei MusicBrainz           |
| 35. | Emil Gilels II                | Volume 35: Emil Gilels II bei MusicBrainz              | 85.  | Arthur Rubinstein I              | Volume 85: Arthur Rubinstein I bei MusicBrainz              |
| 36. | Emil Gilels III               | Volume 36: Emil Gilels III bei MusicBrainz             | 86.  | Arthur Rubinstein II             | Volume 86: Arthur Rubinstein II bei MusicBrainz             |
| 37. | Grigori Ginsburg              | Volume 37: Grigori Ginsburg bei MusicBrainz            | 87.  | Arthur Rubinstein III            | Volume 87: Arthur Rubinstein III bei MusicBrainz            |
| 38. | Leopold Godowsky              | Volume 38: Leopold Godowsky bei MusicBrainz            | 88.  | András Schiff                    | Volume 88: András Schiff bei MusicBrainz                    |
| 39. | Glenn Gould                   | Volume 39: Glenn Gould bei MusicBrainz                 | 89.  | Artur Schnabel                   | Volume 89: Artur Schnabel bei MusicBrainz                   |
| 40. | Friedrich Gulda I             | Volume 40: Friedrich Gulda I bei MusicBrainz           | 90.  | Rudolf Serkin                    | Volume 90: Rudolf Serkin bei MusicBrainz                    |
| 41. | Friedrich Gulda II            | Volume 41: Friedrich Gulda II bei MusicBrainz          | 91.  | Wladimir Sofronizki              | Volume 91: Wladimir Sofronizki bei MusicBrainz              |
| 42. | Ingrid Haebler                | Volume 42: Ingrid Haebler bei MusicBrainz              | 92.  | Solomon                          | Volume 92: Solomon bei MusicBrainz                          |
| 43. | Clara Haskil                  | Volume 43: Clara Haskil I bei MusicBrainz              | 93.  | Rosalyn Tureck I                 | Volume 93: Rosalyn Tureck I bei MusicBrainz                 |
| 44. | Clara Haskil                  | Volume 44: Clara Haskil II bei MusicBrainz             | 94.  | Rosalyn Tureck II                | Volume 94: Rosalyn Tureck II bei MusicBrainz                |
| 45. | Myra Hess                     | Volume 45: Myra Hess bei MusicBrainz                   | 95.  | Mitsuko Uchida                   | Volume 95: Mitsuko Uchida bei MusicBrainz                   |
| 46. | Józef Hofmann                 | Volume 46: Józef Hofmann bei MusicBrainz               | 96.  | André Watts                      | Volume 96: Andre Watts bei MusicBrainz                      |
| 47. | Vladimir Horowitz I           | Volume 47: Vladimir Horowitz bei MusicBrainz           | 97.  | Alexis Weissenberg               | Volume 97: Alexis Weissenberg bei MusicBrainz               |
| 48. | Vladimir Horowitz II          | Volume 48: Vladimir Horowitz bei MusicBrainz           | 98.  | Earl Wild                        | Volume 98: Earl Wild bei MusicBrainz                        |
| 49. | Vladimir Horowitz III         | Volume 49: Vladimir Horowitz bei MusicBrainz           | 99.  | Maria Yudina                     | Volume 99: Maria Yudina bei MusicBrainz                     |
| 50. | Byron Janis I                 | Volume 50: Byron Janis I bei MusicBrainz               | 100. | Krystian Zimerman                | Volume 100: Krystian Zimerman bei MusicBrainz               |